# 순천역 (평안남도)
순천역(Sunch'ŏn station, 順川驛)은 조선민주주의인민공화국 평안남도 순천시에 있는 평라선 및 만포선의 철도역이다.